# Prionostemma retusum
Prionostemma retusum is een hooiwagen uit de familie Sclerosomatidae.